# 천지동
천지동(天地洞)은 대한민국 제주특별자치도 서귀포시의 행정동이다. 법정동 서귀동 일부, 서홍동 일부를 관할한다. 면적은 1.39km2이며, 인구는 2011년 3월 31일을 기준으로 1,862세대, 3,889명이다.

## 개요
천지동은 천지연폭포에서 왔으며, 년 200만명의 관광객이 찾고 있는 제주의 유명 관광지이고 남성리 해안변은 외돌개 및 섶섬, 문섬, 범섬, 새섬 등 많은 볼거리가 있다.
1981년 시제 실시 이전까지 서귀읍 서귀 2리와 서홍 2리로 불리어 오던 2개 마을이 1981년 7월 1일 서귀포시 승격과 동시에 서귀동, 서홍동(남성동)으로 변경되었으며, 이 두 개의 법정동을 합쳐 서귀포 서부 관문에 위치한 오늘의 천지동이 되었다.

## 관광
- 천지연
- 외돌개
- 삼매봉